# Larnax lutea
Larnax lutea är en potatisväxtart som beskrevs av S. Leiva Gonzalez. Larnax lutea ingår i släktet Larnax och familjen potatisväxter. Inga underarter finns listade i Catalogue of Life.